# جيمس بليك
جيمس بليك رايلي (بالإنجليزية: James Blake)‏ (ولد في 28 ديسمبر 1979 في يونكيرس، نيويورك، الولايات المتحدة) لاعب تنس محترف يصنف حالياً الثاني أمريكياً، و24 عالمياً (حتى 14 سبتمبر، 2009). بليك معروف بسرعته القوية. وصل إلى المباراة النهائية لبطولة كأس الاساتذة للتنس 2006 لكنه خسر أمام السويسري روجيه فيدرر بثلاث مجموعات متتالية.

## روابط خارجية
- جيمس بليك على موقع رابطة محترفي التنس (الإنجليزية)
- جيمس بليك على موقع الاتحاد الدولي لكرة المضرب (الإنجليزية)
- جيمس بليك على موقع كأس ديفيز (الإنجليزية)
- جيمس بليك على موقع خلاصة التنس.كوم (الإنجليزية)
- جيمس بليك على موقع إي إس بي إن.كوم (الإنجليزية)
- جيمس بليك على موقع اللجنة الأولمبية الدولية (الإنجليزية)
- جيمس بليك على موقع أوليمبيديا (الإنجليزية)